# Pararge tigelyssa
Pararge tigelyssa är en fjärilsart som beskrevs av Ruggero Verity 1921. Pararge tigelyssa ingår i släktet Pararge och familjen praktfjärilar. Inga underarter finns listade i Catalogue of Life.